# Pusit Pongsura
Pusit Pongsura (thailändisch ภูษิต พงษ์สุระ, * 11. Dezember 1981 in Sisaket) ist ein ehemaliger thailändischer Fußballspieler.

## Karriere
Pusit Pongsura stand von 2006 bis 2012 beim Sisaket FC unter Vertrag. Wo er vorher gespielt hat, ist unbekannt. Der Verein aus Sisaket spielte 2007 in der zweiten Liga, der Thai Premier League Division 1. Am Ende der Saison stieg er mit Sisaket in die dritte Liga, der damaligen Regional League Division 2, ab. Ein Jahr später wurde er mit Sisaket Vizemeister der dritten Liga und stieg direkt wieder in die zweite Liga auf. 2009 wurde er mit dem Klub Tabellendritter der zweiten Liga und stieg somit in die erste Liga auf. Bis Ende 2012 spielte er mit Sisaket in der Thai Premier League. Die Saison 2013 stand er beim Ligakonkurrenten Samut Songkhram FC in Samut Songkhram unter Vertrag. 2014 kehrte er zu seinem ehemaligen Verein Sisaket FC zurück. 2014 absolvierte er sechs Erstligaspiele. Von 2015 bis 2016 kam er nicht zum Einsatz.
Nach Vertragsende war er 2017 vertrags- und vereinslos. Anfang 2018 beendete Pusit Pongsura seine Karriere als Fußballspieler.